# Joe Namath
Joseph William "Broadway Joe" Namath, född 31 maj 1943 i Beaver Falls i Beaver County, Pennsylvania, är en amerikansk fotbollsspelare (quarterback).
Joe Namath har ungerska förfäder och växte upp i närheten av Pittsburgh. Han spelade i ungdomen förutom amerikansk fotboll även basket och baseball. Han fick ett stipendium vid University of Alabama och spelade där 1962-1964. 1965 skrev han på för New York Jets. 1969 ledde Namath Jets till segern i AFL-NFL World Championship (Super Bowl III) mot Baltimore Colts.
Under kvalmatchen för New York Jets 1972 i Oakland, där Namath deltog, sjöng Glen Campbell, som Natmath spelat mot i filmen Norwood, den amerikanska nationalsången som öppning till matchen.